# Martinjärvi (sjö i Enare, Lappland, Finland)
Martinjärvi och Pikku Martinjärvi, eller Martinjärvet är sjöar i Finland. De ligger i kommunen Enare i landskapet Lappland, i den norra delen av landet, 1 000 km norr om huvudstaden Helsingfors. Martinjärvi ligger 140,1 meter över havet. Arean är 60,3 hektar och strandlinjen är 10,48 kilometer lång. Sjön  ingår i Pasvik älvs huvudavrinningsområde. 